# Herman Hoogland
Pour les articles homonymes, voir Hoogland.
Herman Hoogland (né le 31 octobre 1891 Utrecht - 25 novembre 1955 à Utrecht) est le premier damiste néerlandais à avoir remporté le titre de champion du monde en 1912.